# Faysal Ben Ahmed
Faysal Ben Ahmed (arabe : فيصل بن أحمد), né le 7 mars 1973 à l'Ariana, est un footballeur tunisien.
Il joue comme défenseur principalement comme arrière gauche ou comme milieu de terrain.

## Carrière

### Clubs
Après avoir joué dans les différentes catégories des jeunes de l'Association sportive de l'Ariana, il rejoint les seniors où il s'impose comme le meilleur joueur de l'équipe, attirant l'attention des recruteurs de l'Espérance sportive de Tunis qui le recrutent au début de la saison 1996-1997. Il joue à l'EST pendant six ans et demi et contribue à plusieurs sacres.
L'entraîneur Henryk Kasperczak le convoque en équipe nationale et, même s'il n'est pas titulaire, il fait partie du groupe qui participe à la coupe du monde 1998 et joue une partie du match contre l’équipe de Colombie. 
En 2003, il est prêté à l'Association sportive de Djerba puis, la saison suivante, au Club olympique des transports. Ben Ahmed décide alors de revenir à son club d'origine et d'y achever sa carrière. Il se lance ensuite dans une carrière d'entraîneur où il fait ses premiers pas à la Jeunesse sportive de La Soukra. Pour la saison 2013-2014, il est nommé entraîneur adjoint de Lotfi Rouissi à l'Association sportive de l'Ariana, qu'il entraîne après son limogeage.

### Équipe nationale
Il dispute son premier match le 2 mai 1998 contre l’équipe de Géorgie et son dernier match le 28 juin 1999 contre l'équipe d'Algérie.
Il participe à un total de neuf matchs internationaux : un match en phase finale de coupe du monde 1998, un match en éliminatoires de la CAN 2000, un match en qualifications pour la coupe du monde 1998 et six matchs amicaux. Il est par ailleurs toujours remplaçant (au cours de huit matchs) ou remplacé (un match).

## Palmarès
- Champion de Tunisie en 1998, 1999, 2000, 2001 et 2002
- Vainqueur de la coupe de Tunisie en 1997 et 1999
- Vainqueur de la coupe de la CAF en 1997
- Vainqueur de la coupe d'Afrique des vainqueurs de coupe en 1998

## Statistiques
- Matchs en championnat de Tunisie (Ligue I) : 118 (3 buts)
- Matchs en coupe de Tunisie : 10
- Matchs en coupes d'Afrique : 6
- Sélections : 9